# Henry Charles Husband
Henry Charles Husband (30 de outubro de 1908 — 7 de outubro de 1983) foi um arquiteto e engenheiro consultor britânico.
Com escritório central em Sheffield, projetou pontes e grandes obras de engenharia civil e foi fundamental no projeto do radiotelescópio do Observatório Jodrell Bank.

## Biografia
Husband foi aluno do King Edward VII School, Sheffield. Fundou a Husband & Co, Consulting Engineers, em Sheffield, e auxiliou o projeto das antenas de Jodrell Bank e Goonhilly Downs.
Husband foi laureado com a Medalha Real de 1965. Foi presidente da Institution of Structural Engineers em 1965.